# Antiche unità di misura del circondario di Cefalù
Sono qui riportate le conversioni tra le antiche unità di misura in uso nel circondario di Cefalù e il sistema metrico decimale, così come stabilite ufficialmente nel 1877; non si riportano le unità di misura e di peso stabilite con la riforma del 1809, rese uniformi nell'intero Regno di Sicilia.
Nonostante l'apparente precisione nelle tavole, in molti casi è necessario considerare che i campioni utilizzati erano di fattura approssimativa o discordanti tra loro.

## Misure di lunghezza
Nel 1877 sono indicate in uso solo le unità ufficiali del 1809.

## Misure di superficie
Nel 1877, oltre alle unità ufficiali del 1809, sono indicate in uso alcune misure abusive.
| Comuni                                                         | Denominazione | Valore   | Unità |
| -------------------------------------------------------------- | ------------- | -------- | ----- |
| Cefalù                                                         | Salma         | 33162,83 | m²    |
| Cefalù                                                         | Tomolo        | 2072,68  | m²    |
| Lascari, Cefalù, Campofelice, Collesano, Gratteri, Isnello     | Salma         | 22310,91 | m²    |
| Lascari, Cefalù, Campofelice, Collesano, Gratteri, Isnello     | Tomolo        | 1394,43  | m²    |
| Alimena, Castelbuono, Bompietro, Gangi                         | Salma         | 34297,43 | m²    |
| Alimena, Castelbuono, Bompietro, Gangi                         | Tomolo        | 2143,59  | m²    |
| Geraci, Petralia Soprana, Petralia Sottana, Pollina, San Mauro | Salma         | 34290,10 | m²    |
| Geraci, Petralia Soprana, Petralia Sottana, Pollina, San Mauro | Tomolo        | 2143,13  | m²    |
| Polizzi Generosa                                               | Salma         | 24822,93 | m²    |
| Polizzi Generosa                                               | Tomolo        | 1551,43  | m²    |

La salma abusiva si divide in 16 tomoli, il tomolo in 4 mondelli, il mondello in 4 carozzi, il carozzo in 4 quarti, il quarto in 4 quartigli.
Il tomolo della salma di ettari 3,316283 di Cefalù ha per lato la corda di canne 22 e palmi 2 aboliti di Palermo.
Il tomolo dell'altra salma di Cefalù, Lascari, Campofelice, ecc. ha la corda di canne 18 e palmi 2 aboliti di Palermo.
Il tomolo di Alimena, Castelbuono, Buompietro e Gangi è di 512 canne quadrate abolite di Palermo.
Il tomolo di Geraci, Petralia, ecc. ha per lato la corda di canne 22 e palmi 5 aboliti di Palermo.
Il tomolo di Polizzi Generosa ha per lato la corda di canne 19 e Palmi 2 aboliti di Palermo.

## Misure di volume
Nel 1877 sono indicate in uso solo le unità ufficiali del 1809.

## Misure di capacità per gli aridi
Nel 1877, oltre alle unità ufficiali del 1809, sono indicate in uso alcune misure abusive.
| Comuni | Denominazione             | Valore   | Unità |
| --- | ------------------------- | -------- | ----- |
| Cefalù, Alimena, Bompietro, Castelbuono, Collesano (per il solo orzo), Gangi, Geraci, Petralia Soprana (per il solo orzo), Petralia Sottana (per il solo orzo), Polizzi Generosa (per il solo orzo), Pollina, San Mauro | Salma per frumento e orzo | 343,8611 | L     |
| Alimena, Castelbuono, Bompietro, Gangi, Geraci Siculo, Petralia Soprana, Petralia Sottana, Polizzi, Pollina, San Mauro                                                                                                  | Salma per legumi          | 386,8437 | L     |
| Campofelice, Collesano, Gratteri, Isnello, Lascari, Petralia Soprana, Petralia Sottana, Polizzi Generosa | Salma per frumento        | 275,0888 | L     |
| Collesano | Salma per legumi          | 412,6333 | L     |

La salma per frumento ed orzo di Cefalù si divide in 20 tomoli rasi.
La salma per legumi di Alimena, Castelbuono, Bompietro, ecc. in tomoli 22 1/2 rasi.
La salma per frumento di Campofelice, Collesano, Gratteri, ecc. in 16 tomoli rasi.
La salma per legumi di Collesano in tomoli 24 rasi.

## Misure di capacità per i liquidi
Nel 1877, oltre alle unità ufficiali del 1809, sono indicate in uso alcune misure abusive.
| Comuni           | Denominazione    | Valore   | Unità |
| ---------------- | ---------------- | -------- | ----- |
| Cefalù           | Botte per mosto  | 618,9499 | L     |
| Cefalù           | Botte per vino   | 575,9673 | L     |
| Cefalù           | Salma per mosto  | 123,7900 | L     |
| Cefalù           | Salma per vino   | 115,1935 | L     |
| Alimena          | Botte per mosto  | 566,1127 | L     |
| Alimena          | Botte per vino   | 424,5845 | L     |
| Bompietro        | Botte            | 618,9499 | L     |
| Campofelice      | Botte per mosto  | 412,6333 | L     |
| Campofelice      | Botte per vino   | 343,8611 | L     |
| Castelbuono      | Botte per mosto  | 127,0376 | L     |
| Castelbuono      | Botte per vino   | 103,1583 | L     |
| Collesano        | Botte per mosto  | 433,2649 | L     |
| Collesano        | Botte per vino   | 343,8611 | L     |
| Geraci           | Salma            | 377,4085 | L     |
| Gangi            | Botte per mosto  | 855,4592 | L     |
| Gangi            | Botte per vino   | 805,1381 | L     |
| Gangi            | Salma per mosto  | 213,8648 | L     |
| Gangi            | Salma per vino   | 201,2845 | L     |
| Gratteri         | Carico per mosto | 111,7548 | L     |
| Gratteri         | Carico per vino  | 103,1583 | L     |
| Isnello          | Botte            | 825,2665 | L     |
| Petralia Soprana | Botte per mosto  | 687,7221 | L     |
| Petralia Soprana | Botte per vino   | 515,7916 | L     |
| Petralia Soprana | Carico per mosto | 103,1583 | L     |
| Petralia Soprana | Carico per vino  | 85,9653  | L     |
| Petralia Sottana | Botte per mosto  | 618,9499 | L     |
| Petralia Sottana | Botte per vino   | 515,7916 | L     |
| Petralia Sottana | Carico per mosto | 103,1583 | L     |
| Petralia Sottana | Carico per vino  | 85,9653  | L     |
| Polizzi          | Botte per mosto  | 495,1599 | L     |
| Polizzi          | Botte per vino   | 464,2124 | L     |
| Polizzi          | Salma per mosto  | 165,0533 | L     |
| Polizzi          | Salma per vino   | 154,7375 | L     |
| Pollina          | Carico per mosto | 113,4741 | L     |
| Pollina          | Carico per vino  | 103,1583 | L     |
| San Mauro        | Botte            | 697,7863 | L     |
| San Mauro        | Barile           | 87,2233  | L     |
| Lascari          | Botte per mosto  | 447,0194 | L     |
| Lascari          | Botte per vino   | 412,6333 | L     |

La botte per mosto di Cefalù si divide in 5 salme, la salma da mosto in 144 quartucci legali.
La botte da vino si divide pure in 5 salme e la salma da vino di Cefalù si divide in 134 quartucci legali.
Dieci quartucci legali fanno la quartara da vino e mosto.
La botte per mosto di Alimena si divide in 80 lancelle.
La botte da vino in 60 lancelle. La lancella è di quartucci 4 1/2.
Il quartuccio è di once 60 peso d'acqua corrispondente a litri 1,572535.
La botte di Bompietro si divide in 72 lancelle, la lancella in 5 quartucci. Il quartuccio è doppio del legale.
La botte per mosto di Campofelice si divide in 4 carichi, il carico in 12 quartare. La botte per vino si divide pure in 4 carichi, il carico da vino in 10 quartare, la quartara tanto da mosto che da vino è di 10 quartucci legali.
Il carico per mosto di Castelbuono si divide in 14 lancelle, la lancella per mosto in cannate 6 1/3.
Il carico per vino si divide in 12 lancelle, la lancella per vino in cannate 6. La cannata è di once 50 peso d'olio corrispondente a litri 1,432754.
La botte da mosto di Collesano si divide in 4 carichi, il carico da mosto in 12 lancelle, la lancella da mosto è di quartucci legali 10 1/2.
La botte per vino di Collesano è identica a quella dì Campofelice, e si divide come quella in 4 carichi, il carico in 10 quartare, e la quartara in 10 quartucci legali.
La botte per mosto e la botte per vino di Gangi si dividono in 4 salme, la salma da mosto e la salma da vino in 16 lancelle, la lancella da mosto in 17 quartucci, e la lancella da vino in 16 quartucci. Il quartuccio è di once 30 peso d'acqua corrispondente a litri 0,786268.
La salma di Geraci si divide in 32 lancelle, la lancella in 15 quartucci, il quartuccio è come quello di Gangi di once 30 peso d'acqua.
Il carico per mosto di Gratteri si divide in 13 lancelle, il carico per vino in 12 lancelle, la lancella in 10 quartucci legali.
La botte d'Isnello si divide in 6 carichi, il carico in 16 lancelle, la lancella in 10 quartucci legali.
La botte per mosto di Petralia Soprana è di carichi 6 2/3. Il carico per mosto di 12 lancelle. La botte per vino si divide in 6 carichi, il carico da vino in 10 lancelle, la lancella da mosto o da vino in 5 quartucci, il quartuccio è doppio del legale.
La botte da mosto di Petralia Sottana si divide in 6 carichi, il carico da mosto in 12 lancelle, la lancella in 5 quartucci doppi del legale. La botte da vino è quella stessa di Petralia Soprana.
La botte per mosto e la botte per vino di Polizzi si dividono in 3 salme, la salma per mosto e per vino in 24 lancelle, la lancella per mosto in 8 quartucci legali, e la lancella per vino in quartucci legali 7 1/2.
Il carico per mosto di Pollina si divide in 132 quartucci legali. Il carico per vino si divide in 3 barili ed il barile in 40 quartucci legali.
La botte di San Mauro si divide in 4 salme, la salma in 2 barili, il barile in 8 lancelle, la lancella in 8 quartucci. Il quartuccio è di once 52 peso d'acqua, corrispondente a litri 1,362864.
La botte da mosto e la botte da vino di Lascari si dividono in 4 carichi. Il carico da mosto si divide in 13 quartare, il carico da vino in 12 quartare. La quartara è di 10 quartucci legali.
| Comuni | Denominazione                       | Valore    | Unità |
| --- | ----------------------------------- | --------- | ----- |
| Cefalù, Alimena, Bompietro, Campofelice, Gangi, Geraci, Isnello, Petralia Soprana, Petralia Sottana, Lascari, Polizzi, San Mauro, Gratteri | Cafiso di rotoli 10 = 7,934 kg      | 8,596527  | L     |
| Castelbuono, Pollina | Cafiso di rotoli 12 = 9,521 kg      | 10,315832 | L     |
| Collesano | Cafiso di rotoli 13 1/3 = 10,579 kg | 11,462035 | L     |

## Pesi
Nel 1877, oltre alle unità ufficiali del 1809, sono indicate in uso alcune misure abusive.
| Comuni         | Denominazione            | Valore    | Unità |
| -------------- | ------------------------ | --------- | ----- |
| Tutti i comuni | Rotolo                   | 793,420   | g     |
| Tutti i comuni | Libbra                   | 317,368   | g     |
| Tutti i comuni | Oncia grossa             | 66,118333 | g     |
| Tutti i comuni | Trappeso per gli orefici | 0,881578  | g     |

Il rotolo legale si divide in 30 once alla sottile.
La libbra si divide in 12 once alla sottile, l'oncia in 4 quarte, la quarta in 2 dramme, la dramma in 3 scrupoli, lo scrupolo in 20 cocci, il coccio in 8 ottavi.
Cento rotoli fanno il cantaro.
Nella consuetudine locale il rotolo si divide in 12 once alla grossa.
La libbra legale si usa egualmente dai farmacisti e dagli orefici. Questi ultimi la dividono in 12 once, l'oncia in 30 trappesi, il trappeso in 16 cocci o denari.

## Territorio
Nel 1874 nel circondario di Cefalù erano presenti 16 comuni divisi in 9 mandamenti.
- Alimena • Alimena
- Castelbuono • Castelbuono, Pollina
- Cefalù • Campofelice, Cefalù, Lascari
- Collesano • Collesano, Gratteri, Isnello
- Gangi • Gangi, Geraci Siculo
- Petralia Soprana • Bompietro, Petralia Soprana
- Petralia Sottana • Petralia Sottana
- Polizzi Generosa • Polizzi Generosa
- San Mauro Castelverde • San Mauro Castelverde